# 乔治·特尼斯
乔治·特尼斯（法語：Georges Theunis，1873年2月28日—1966年1月4日），比利时天主教党政治家、经济学家。特尼斯曾分别于1921年至1925年，以及1934年至1935年期间两度担任比利时首相，他在第1届政府任内曾联合法国派兵占领鲁尔。特尼斯参加了1919年的巴黎和会，并作为比利时代表担任赔偿委员会的成员。他还在1926年至1927年间主持了日内瓦国际经济会议。

## 文献来源
- Georges Theunis on the site of the Belgian Federal Government[永久]
- Georges Theunis
- A tribute to America, the U.S.A. at war as seen through Belgian eyes  A speech by Theunis.